# Makkikoppa, Koppa
Makkikoppa là một làng thuộc tehsil Koppa, huyện Chikmagalur, bang Karnataka, Ấn Độ.